# Сахаров, Иван Петрович
Ива́н Петро́вич Са́харов (29 августа [10 сентября] 1807, Тула — 24 августа [5 сентября] 1863, имение Заречье, Валдайский уезд, Новгородская губерния) — русский этнограф-фольклорист, археолог и палеограф.

## Биография
Родился в семье священника. Окончил Тульскую духовную семинарию (1830). В 1835 году окончил медицинский факультет Императорского Московского университета. В этом же году начал печататься. Первыми его работами были статьи по археологии и этнографии. Он начал собирать песни, обряды и предания. В 1836 году издал «Сказания русского народа о семейной жизни своих предков», в трёх томах. Затем — «Путешествие русских людей в чужие земли» (1837), пятитомник песен русского народа (1838—1839), «Писатели Тульской губернии» (1838), «Русские народные сказки» (1841) и другие работы.
В 1854 году Аполлон Григорьев резко осудил его за допущенное при издании песен нарушение их ритмико-мелодического и лексического строя и приравнял к тем издателям, которые искажали фольклор.
После появления новых капитальных фольклорных сборников А. Н. Афанасьева, В. И. Даля, П. В. Киреевского, П. Н. Рыбникова, А. Ф. Гильфердинга интерес к публикациям Сахарова ослаб.
Конец жизни провёл в небольшом имении Заречье Рютинской волости Валдайского уезда . Скончался 24 августа (5 сентября) 1863. Похоронен на кладбище у Успенской церкви села Рютина (в настоящее время Бологовский район Тверской области).

## Сомнения в достоверности работ
Современные фольклористы (А. Л. Топорков и др.) прямо называют Сахарова «поддельщиком» и сочинителем «собственных сказок в слащавой псевдонародной манере».

## Память
С 2005 года в г. Алексин Тульской области проводятся Сахаровские историко-краеведческие чтения, названные в честь И.П. Сахарова, так как он был одним из первых исследователей Алексинского уезда. Результаты исследований опубликованы им в 1846 г. в книге «Географическое описание природы и хозяйства города Алексина и Алексинского уезда Тульской губернии».

## Труды
- Авраамий Палицын, Иоанн Наседка и св. архимандрит Дионисий // Северная пчела. — 1842. — № 198.
- Деньги Московских удельных княжений // Записки Отделения русской и славянской археологии Императорского археологического общества. — Санкт-Петербург: тип. Я. Трея, 1851. — Т. 1. — Отд. 1. (на илл.)
- Достопамятности города Тулы и его губернии. — Тула : Тип. Губ. правления, 1914. — Часть 1. — [2], 73 с.; 23 см.
- Древности Московской и Тульской губерний // Записки Отделения русской и славянской археологии Императорского археологического общества. — Санкт-Петербург: тип. Я. Трея, 1851. — Т. 1. — Отд. 4. (на илл.)
- Жизнеописание Семёна Ивановича Гамалеи // Северная пчела. — 1838. — № 118.
- Записка для обозрения русских древностей. — Санкт-Петербург: тип. Я. Трея, 1851. — 80 с.
- Записки русских людей: События времён Петра Великого / [С предисл. И. Сахарова]. — Санкт-Петербург : тип. И. Сахарова, 1841. — Содерж.: Записки Андрея Артамоновича графа Матвеева; Записки новгородского дворянина Петра Никифоровича Крёкшина; Записки Ивана Афанасьевича Желябужского; Записки Сильвестра Медведева. Прил.: записки Петра Ивановича Гордона.
- Исследования о русском церковном песнопении // Журнал Министерства народного просвещения. — 1849. — №№ 7—8.
- Исторические заметки // Северная пчела. — 1841. — № 164.
- Историческое обозрение Нижнего Новгорода и его губернии. — Н.-Новгород : тип. Губ. правл., 1900. — 13 с.
- История общественного образования Тульской губернии.—  Москва: В тип. Семена Селивановского, 1832. - Ч. 1. - 1832. - 238 с.
- Летопись русского гравирования // Северная пчела. — 1842. — № 108.
- Медицинское итальянское учение о противовозбуждаемости. — Москва : Унив. тип., 1834. — 63 с.
- Обозрение русской археологии // Записки Отделения русской и славянской археологии Императорского археологического общества. — Санкт-Петербург: тип. Я. Трея, 1851. — Т. 1. — Отд. 1. (на илл.)
- Оборотни // Северная пчела. — 1838. — № 236.
- Образцы древней письменности / [Сост. Сахаров И. П. — Санкт-Петербург, 1849]. — 40 л. факс.; 35. Сост. установлен по изд.: Каталог русских книг Б-ки С.-Петерб. ун-та. Т. 1. С. 564
- Памятники Тульской губернии // Записки Отделения русской и славянской археологии Императорского археологического общества. — Санкт-Петербург: тип. Я. Трея, 1851. — Т. 1. — Отд. 2. (на илл.)
- Песни русского народа : [ч. 1—5]. — Санкт-Петербург : Тип. Сахарова, 1838—1839. — 11 см.
  - Ч. 1. Сборники русских песен. Русские святочные песни. — Санкт-Петербург : Тип. Сахарова, 1838. — CLVIII, 168 с.
  - Ч. 3. Русские свадебные песни. — Санкт-Петербург : Тип. Сахарова, 1839. — XII, 928 с.
  - Ч. 4. Русские семейные песни. — Русские разгульные песни. — Русские удалые песни. — Русские солдатские песни. — Русские казацкие песни. — Русские исторические песни. — Русские обрядные песни. — Русские колыбельные песни 1839 (на обл. 1838). — XII, 494 c.
- Писатели Тульской губернии. — Санкт-Петербург : тип. Сахарова, 1838. — 8 с.
- Путешествия русских людей в чужие земли / [публ. и предисл. И. П. Сахарова]. — Санктпетербург : издание Николая Власова : в Гуттенберговой типографии, 1837. — 20 см.
  - Ч. 1. — 1837 г. , 110 с.
  - Ч. 2. — 1837 г., 139 с.
- Торговая книга / С предисловием И. П. Сахарова // Записки Отделения русской и славянской археологии Императорского археологического общества. — Санкт-Петербург: тип. Я. Трея, 1851. — Т. 1. — Отд. 3. (на илл.)
- Русские древние памятники : [вып. 1—3]. — Санкт-Петербург : Тип. Сахарова, 1842. — [60] с., [7] л. ил., факс. : табл.; 28 см. В конце предисл. авт.: И. Сахаров.
- Русские народные сказки : Ч. 1 / [Сост. И. Сахаров]. — Санкт-Петербург : тип. Сахарова, 1841. — 1 т.; 19.
- Сказания русского народа о семейной жизни своих предков, собранные И. Сахаровым. — 2-е изд. — Санкт-Петербург : Гуттенбергова тип., 1837. — Ч. 1: Сказания русского народа о чернокнижии. — [4], XVI, 3-210 с.
- Сказания русского народа, собранные И. Сахаровым. Т. 1. Русская народная литература. Русское народное чернокнижие. Русские народные игры. Русские народные загадки и притчи. Русские народные присловья. Русские народные песни. Былины русских людей. Слово о полку Игоревом. Сказание о нашествии Батыя на русскую землю. Слово Даниила Заточника. Сказание о Мамаевом побоище. — Изд. 3-е. — Санкт-Петербург : Тип. Сахарова, 1841. — 602 с.
- Сказания русского народа, собранные И. Сахаровым. Т. 2. Лексикон Памвы Берынды. Литовско-русский словарь Л. Зизания. Азбуковник. Новгородский словарь XIII века. Новгородский словарь XV века. Русские древние свадьбы. Свадьбы частных людей в XVII веке. Русские свадебные чиноположения. Народный дневник. Народные праздники и обычаи. Путешествия русских людей. — Изд. 3-е. — Санкт-Петербург : Тип. Сахарова, 1849. — 676 с.
- Сказания русского народа / Составитель и отв. ред. О. А. Платонов. — М.: Институт русской цивилизации, 2013. — Т. I. — 800 с.; Т. II. — 928 с. ISBN 978-5-4261-0025-1 (Т. I) ISBN 978-5-4261-0027-5 (Т. II)
- Современная хроника русской нумизматики // Северная пчела. — 1839. — №№ 69—70.
- Царь Иоанн Васильевич — литератор // Русский вестник. — 1842. — №№ 7—8. — С. 30—35.